# Jaraguá (ort)
Jaraguá är en ort i Brasilien.   Den ligger i kommunen Jaraguá och delstaten Goiás, i den centrala delen av landet, 150 km väster om huvudstaden Brasília. Jaraguá ligger 655 meter över havet och antalet invånare är 30 409.
Terrängen runt Jaraguá är varierad.
Omgivningarna runt Jaraguá är huvudsakligen savann. Runt Jaraguá är det glesbefolkat, med 16 invånare per kvadratkilometer.